# 名鉄常滑線
常滑線（とこなめせん）は、愛知県名古屋市熱田区の神宮前駅から愛知県常滑市の常滑駅までを結ぶ、名古屋鉄道（名鉄）の鉄道路線。

## 概要
知多半島の西岸に沿って走り、名古屋中心部や沿線の日本製鉄名古屋製鉄所（東海市）を始めとする工業地域などへの通勤路線となっている。空港線開業（常滑線の延伸）以降は名古屋本線や犬山線並みに幹線的性格が強くなり、運転速度も向上した。
1990年に名古屋本線神宮前駅 - 金山駅間が複々線化されており、事実上常滑線を金山駅まで延伸した形になっている。また、2005年1月29日には常滑線を延長する形で空港線が開業し、常滑線も中部国際空港のアクセス路線として位置づけられた。なお、常滑線も空港線開業に先立ち曲線改良や高架化などの整備が行われた。
運賃計算区分はB（運賃計算に用いる距離は営業キロの1.15倍）。すべての駅でmanacaなどの交通系ICカード全国相互利用サービス対応カードが使用できる。
なお、『鉄道要覧』による起点は神宮前駅で、常滑・中部国際空港方面行きが下り、神宮前方面行きが上りとなるが、名古屋本線の上下方向に合わせるため、列車番号の設定においては常滑駅から神宮前駅へ向かう列車が下り列車に付ける奇数、逆方向が上り列車に付ける偶数となっている。以下当記事において、常滑・中部国際空港方面を下り、神宮前方面を上りとして解説する。

### 路線データ

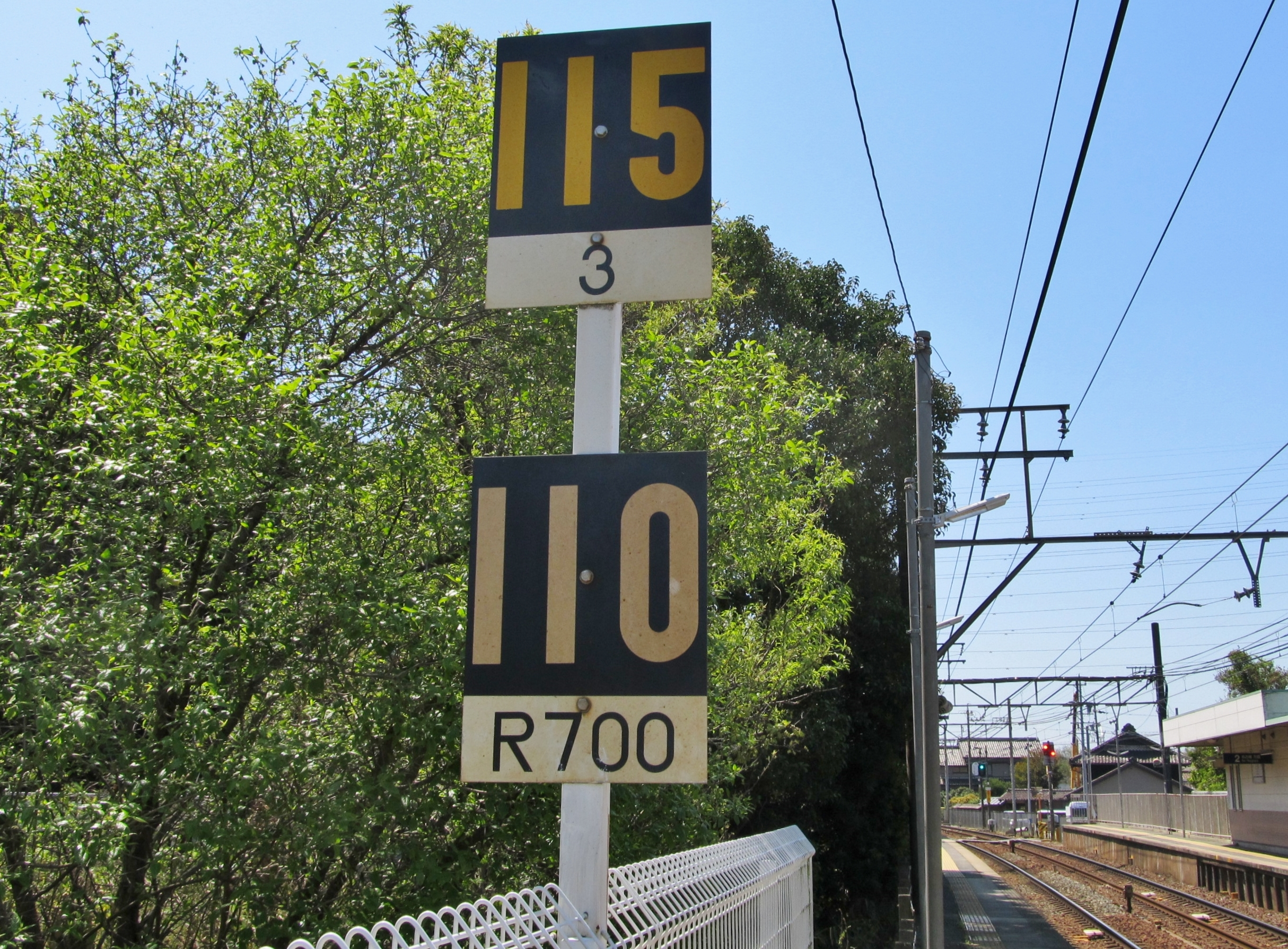
速度制限標識（日長駅）

- 路線距離（営業キロ）：29.3 km
- 軌間：1067 mm
- 駅数：23駅（起終点駅含む）
- 複線区間：全線
- 電化区間：全線電化（直流1500 V）
- 閉塞方式：自動閉塞式[2]
- 保安装置：M式ATS、ATS-P（2000系のみ対応）[2]
- 最高速度：120 km/h[2]
- 最小曲線半径：240 m（大野町駅北側）
- 2020年度の混雑率：105%（豊田本町駅→神宮前駅 7:40-8:40）[5]

一部の曲線区間では2000系「ミュースカイ」の高速通過を可能にするため、ATS-Pが設置されている。なお、ATS-Pを使用するのは2000系ミュースカイのみで、他の列車は従来通りM式ATSで制御されている。
曲線速度制限標識のほとんどは2000系用（上段、黒地に黄文字）とそれ以外の車両用（下段、同白文字）が一緒になって設置されている。2000系の制限速度が120 km/hと表示された標識も多い。またそれに関連して、当線の速度制限標識は他線と比べるとほとんどのカーブに小まめに設置されている。なお、曲線緩和工事は一般にカーブの内側に半径を拡大した曲線線路を敷設するが、寺本駅 - 朝倉駅間のように用地の関係で一旦カーブの外方向に振ってから対象の曲線を緩和した箇所もある。
- 速度制限標識（日長駅）

## 歴史
1912年に愛知電気鉄道が伝馬駅（後の伝馬町駅） - 大野駅（現、大野町駅）間を開業したのが始まりで、1913年に全通した。1942年には東海道本線を挟んで神宮前駅の西側に設けられた神宮前駅（西駅）が開業し、一部の列車を除いて西駅発着となるが、その後貨物駅となり、名古屋臨海鉄道の開業に伴って1965年に廃止された。
- 1912年（明治45年）
  - 2月18日[注釈 2] - 愛知電気鉄道が伝馬駅 - 大野駅間を開業[6]。
  - 8月1日 - 秋葉前駅 - 伝馬町駅（伝馬駅から改称）間開業[7][8]。
- 1913年（大正2年）
  - この年以前 - 大野駅を大野町駅に改称[8]。
  - 3月29日 - 大野町駅 - 常滑駅間開業[9]。
  - 6月18日 - 蒲池駅開業[10]。なお、同位置に鬼崎駅があったとされる[9][11]。
  - 8月31日 - 神宮前駅 - 秋葉前駅間が開業し全通[12]。当時は全線単線であった。
- 1916年（大正5年）
  - 3月16日 - （仮）聚楽園駅開業。
  - 4月22日 大田川駅 - 尾張横須賀駅間に牡丹園駅（臨時駅）[13] 開業。
- 1917年（大正6年）
  - 3月7日 - 星崎駅を柴田駅に改称[14]。
  - 5月10日 - 大江駅開業。（仮）聚楽園駅を常設駅に昇格。
- 1919年（大正8年）
  - 1月12日 - 秋葉前駅廃止[15]。
  - 4月16日 - 大江駅が道徳駅寄りに0.1マイル移転[16]。
- 1920年（大正9年）
  - 10月4日 - 古見駅 - 大野町駅間複線化。
  - 12月31日 - 尾張横須賀駅 - 古見駅間複線化。
- 1921年（大正10年）8月14日 - 加家駅 - 尾張横須賀駅間複線化。
- 1922年（大正11年）
  - 7月26日 - 大田川駅が尾張横須賀駅寄りに0.3マイル移転[17]。
  - 8月12日 - 牡丹園駅廃止[18]。
- 1923年（大正12年）
  - 4月3日 - 朝倉駅開業[11]。
  - 9月29日 - 名和村駅 - 加家駅間複線化。
- 1924年（大正13年）
  - 1月15日 - 大江駅が道徳駅寄りに0.5マイル移転し、この日開業した築港線との分岐駅となる[19]。
  - 3月27日 - 伝馬駅 - 柴田駅間複線化。
- 1925年（大正14年）6月19日 - 柴田駅 - 名和村駅間複線化。
- 1929年（昭和4年）1月18日 - 全線の架線電圧を直流600 Vから直流1,500 Vに昇圧。
- 1930年（昭和5年）9月1日 - 長浦駅開業。
- 1931年（昭和6年）
  - この年までに大田川駅が太田川駅に改称される[8][注釈 3]。
- 1932年（昭和7年）10月15日 - 山崎川貨物支線（分岐点 - 山崎川駅（貨物駅）間）開業[11]。
- 1935年（昭和10年）8月1日 - 愛知電気鉄道と名岐鉄道が合併し名古屋鉄道となる。
- 1940年（昭和15年）5月31日 - 大同前駅開業[8]。
- 1942年（昭和17年）7月10日 - 伝馬町駅 - 神宮前駅（西駅）間が複線で開業。
- 1944年（昭和19年）
  - 道徳駅、加家駅、西ノ口駅、多屋駅休止。
  - 11月18日 - 榎戸駅開業。
- 1945年（昭和20年）
  - 5月17日 - 空襲により神宮前駅、伝馬町駅、道徳駅（休止中）、山崎川駅、大江駅などが被災[20]。
  - 6月1日 - 大同前駅を大同町駅に改称。
- 1946年（昭和21年）
  - この年までに山崎川貨物支線廃止。常滑線上に山崎川駅（貨物駅）を移転[8]。
  - 伝馬町駅休止。
  - 9月15日 - 西ノ口駅営業再開。
- 1947年（昭和22年）10月1日 - 名和村駅を名和駅に改称。
- 1949年（昭和24年）10月1日 - 道徳駅、多屋駅営業再開。
- 1950年（昭和25年）7月10日 - ダイヤ改正。名古屋本線との直通運転開始[21]。
- 1953年（昭和28年）11月11日 - 精進川橋梁架け替え工事に伴い伝馬町信号所 - 浮島信号所間が単線化（12月26日工事完工、原状復帰）[22]。
- 1957年（昭和32年）2月20日 - 豊田本町駅開業。
- 1959年（昭和34年）
  - 9月26日 - 伊勢湾台風により甚大な被害を受ける[23]。
  - 10月1日 - 神宮前駅 - 聚楽園駅間を除いて復旧し、名古屋本線鳴海駅 - 聚楽園駅間に代行バスを運行[23]。
  - 10月12日 - 道徳駅 - 大江駅間が復旧。
  - 10月25日 - 大江駅 - 柴田駅間が復旧し、干潮時の代行バスは大同町駅 - 聚楽園駅間の運行となる[23]。
  - 11月15日 - 柴田駅 - 聚楽園駅間が復旧し、不通区間がなくなる[23][24]。高潮により水没したため、海上に単線の仮線を敷設し、海水が排水されるまで仮線上を走行した[25]。
- 1962年（昭和37年）12月16日 - 神宮前駅 - 伝馬町信号所間複線化。東海道本線新跨線橋供用開始。
- 1963年（昭和38年）
  - 3月25日 - ダイヤ改正。神宮前駅（西駅）に発着する定期旅客列車を廃止し、全旅客列車を名古屋本線直通運転とする[26]。
  - 3月31日 - 大野町駅 - 西ノ口駅間複線化。
- 1964年（昭和39年）
  - 2月27日 - 西ノ口駅 - 多屋駅間複線化。
  - 8月17日 - 休止中の加家駅を東海製鉄前駅として営業再開。
- 1965年（昭和40年）
  - 9月2日 - 神宮前駅（西駅） - 伝馬町信号所間廃止。
  - 9月15日 - ダイヤ改正。新名古屋駅 - 常滑駅間の特急を新設[27]。
- 1967年（昭和42年）8月1日 - 東海製鉄前駅を富士製鉄前駅に改称。
- 1970年（昭和45年）3月31日 - 富士製鉄前駅を新日鉄前駅に改称。
- 1972年（昭和47年）
  - 3月12日 - 多屋駅 - 常滑駅間複線化。全線複線化完了。
  - 7月11日 - 山崎川駅廃止。
- 1977年（昭和52年）3月20日 - ダイヤ改正。新名古屋駅 - 常滑駅間の特急を高速に格下げ[28]。
- 1978年（昭和53年）8月27日 - 名和駅付近下り線高架化[29]。
- 1979年（昭和54年）4月1日 - 名和駅付近上り線高架化[30]。
- 1982年（昭和57年）
  - 3月21日 - ダイヤ改正。新名古屋駅 - 常滑駅間の高速を急行に格下げ[28]。新名古屋 - 太田川間の普通列車を毎時4本に増発（準急の格下げ）。
  - 10月4日 - 朝倉駅付近高架化[31]。
- 1983年（昭和58年）8月7日 - 神宮前 - 大江間下り線高架化[32]。
- 1984年（昭和59年）
  - 1月1日 - 聚楽園駅の愛知製鋼専用線（1.3 km）廃止[33]。
  - 11月3日 - 神宮前 - 大江間上り線高架化。
- 1992年（平成4年）11月22日 - 尾張横須賀駅付近高架化[34]。
- 1993年（平成5年）8月12日 - ダイヤ改正。新名古屋駅 - 常滑駅間に全車指定席特急新設[35]。
- 2002年（平成14年）1月26日 - 高架工事のため榎戸駅 - 常滑駅間の休止し、代行バス運転開始[36]。
- 2003年（平成15年）10月4日 - 榎戸駅 - 常滑駅間高架化。運転再開[37]。
- 2004年（平成16年）
  - 12月15日 - 西ノ口駅移転[注釈 4]。
  - 12月18日 - 大江駅 - 名和駅間下り線高架化。
- 2005年（平成17年）
  - 1月15日 - トランパス導入。
  - 1月29日 - ダイヤ白紙改正。空港線が開業し、快速特急ミュースカイ運行開始。営業最高速度を110 km/hから120 km/hに向上。
- 2006年（平成18年）7月1日 - 大江駅 - 名和駅間上り線高架化。
- 2008年（平成20年）12月27日 - ダイヤ改正。「ミュースカイ」を種別化し、2000系を使用した全車特別車の快速特急、特急を新種別に移行。
- 2009年（平成21年）10月8日 - 台風18号上陸による土砂崩れが発生（長浦駅 - 日長駅間）太田川駅 - 空港線中部国際空港駅間一時不通[注釈 5]。不通時はバス代行輸送が実施された。
- 2011年（平成23年）
  - 2月11日 - ICカード乗車券「manaca」供用開始。
  - 12月17日 - 太田川駅付近高架化。
- 2012年（平成24年）2月29日 - トランパス供用終了。
- 2023年（令和5年）秋ごろ - 一部の駅のみで券売機・精算機がリニューアルされた。これにより、駅集中管理システム導入駅でも条件付きで定期券やmanacaを購入できるようになった。

## 運行形態
| 種別＼駅名 | 種別＼駅名        | 直通元・先 | 名鉄名古屋 | 名鉄名古屋 | …          | 金山       | 金山       | 神宮前     | 神宮前 | …      | 太田川 | 太田川    | …         | 常滑      | 常滑      | …         | 中部国際空港 | 中部国際空港 | 本数    |
| 種別＼駅名 | 種別＼駅名        | 直通元・先 | 名古屋本線 | 名古屋本線 | 名古屋本線 | 名古屋本線 | 名古屋本線 | 名古屋本線 | 常滑線 | 常滑線 | 常滑線 | 常滑線    | 常滑線    | 常滑線    | 空港線    | 空港線    | 空港線       | 空港線       | 本数    |
| ---------- | ----------------- | ---------- | ---------- | ---------- | ---------- | ---------- | ---------- | ---------- | ------ | ------ | ------ | --------- | --------- | --------- | --------- | --------- | ------------ | ------------ | ------- |
| 運行範囲   | ミュースカイ      | 名鉄名古屋 |            |            |            |            |            |            |        |        |        |           |           |           |           |           |              |              | 2本     |
| 運行範囲   | 特急              | 名鉄名古屋 |            |            |            |            |            |            |        |        |        | → 河和    | → 河和    | → 河和    | → 河和    | → 河和    | → 河和       | → 河和       | 2本     |
| 運行範囲   | 特急              | 名鉄岐阜   |            |            |            |            |            |            |        |        |        |           |           |           |           |           |              |              | 2本     |
| 運行範囲   | 急行              | 新鵜沼     |            |            |            |            |            |            |        |        |        | → 河和    | → 河和    | → 河和    | → 河和    | → 河和    | → 河和       | → 河和       | 2本     |
| 運行範囲   | 準急              | 新鵜沼     |            |            |            |            |            |            |        |        |        |           |           |           |           |           |              |              | 2本     |
| 運行範囲   | 普通 （平日）     | 金山       |            |            |            |            |            |            |        |        |        | →知多半田 | →知多半田 | →知多半田 | →知多半田 | →知多半田 | →知多半田    | →知多半田    | 4本     |
| 運行範囲   | 普通 （平日）     |            |            |            |            |            |            |            |        |        |        |           |           |           |           |           | 2本          |              |         |
| 運行範囲   | 普通 （土・休日） | 金山       |            |            |            |            |            |            |        |        |        | →知多半田 | →知多半田 | →知多半田 | →知多半田 | →知多半田 | →知多半田    | →知多半田    | 2本     |
| 運行範囲   | 普通 （土・休日） | 金山       |            |            |            |            | →          | →          | →      | →      | →      | →         | →         | →         |           |           |              |              | 片道2本 |
| 運行範囲   | 普通 （土・休日） |            |            |            |            |            |            |            |        |        |        | ←         | ←         | ←         |           |           |              |              | 片道2本 |
| 運行範囲   | 普通 （土・休日） | 金山       |            |            |            |            | ←          | ←          | ←      | ←      | ←      |           |           |           |           |           |              |              | 片道2本 |

神宮前駅 - 太田川駅間は河和線直通列車が運行されているため、常滑線の中でもかなり運転密度が高い区間である。当該区間では日中ミュースカイ・急行・準急が毎時各2本、特急・普通が毎時各4本設定されている。
追い越しが可能な駅は大江駅・聚楽園駅・太田川駅・西ノ口駅・常滑駅である。
神宮前駅 - 中部国際空港駅間各駅のホーム有効長は、神宮前駅・大江駅・大同町駅・柴田駅・太田川駅・新舞子駅（2021年に上りのみ8両対応化）・西ノ口駅・常滑駅・りんくう常滑駅・中部国際空港駅が8両、長浦駅と日長駅が4両、その他の駅（新舞子駅の下りホームを含む）が6両である。
過去には常滑方面と河和線方面との併結列車が運転され、太田川駅で分割していた。

### 常滑線・中部国際空港方面

#### ミュースカイ
ミュースカイ（全車特別車）は名鉄名古屋駅（朝ラッシュと夜間の一部列車は名鉄岐阜駅・新鵜沼駅） - 中部国際空港駅間を結び、毎時2本運転されている。名鉄名古屋駅 - 中部国際空港駅間の所要時分は28分で、同区間の表定速度は84 km/hと名古屋本線快速特急（名鉄名古屋駅 - 豊橋駅間）に匹敵する速度である。
基本的に常滑線・空港線区間をノンストップ運行するミュースカイだが、中部国際空港駅始発便（1列車）から8時台（7列車）までの4本は特急停車駅である常滑駅・新舞子駅・朝倉駅・尾張横須賀駅・太田川駅に特別停車する。
平日朝には広見線新可児駅始発の列車も設定されている（犬山駅から新鵜沼発の列車と連結）。かつて設定されていた新可児行きは2006年4月29日のダイヤ改正で一旦消滅したが、「ミュースカイ」の設定に伴い復活したものである。また朝には各務原線三柿野駅始発の列車（508列車）が1本設定されていた。いずれも2021年5月の改正により消滅している。
車両はすべて2000系が使われる。昼間は4両編成を単独で、ラッシュ時（土休日・行楽期を含む）は2本つなげた8両編成で運転される。

#### 特急

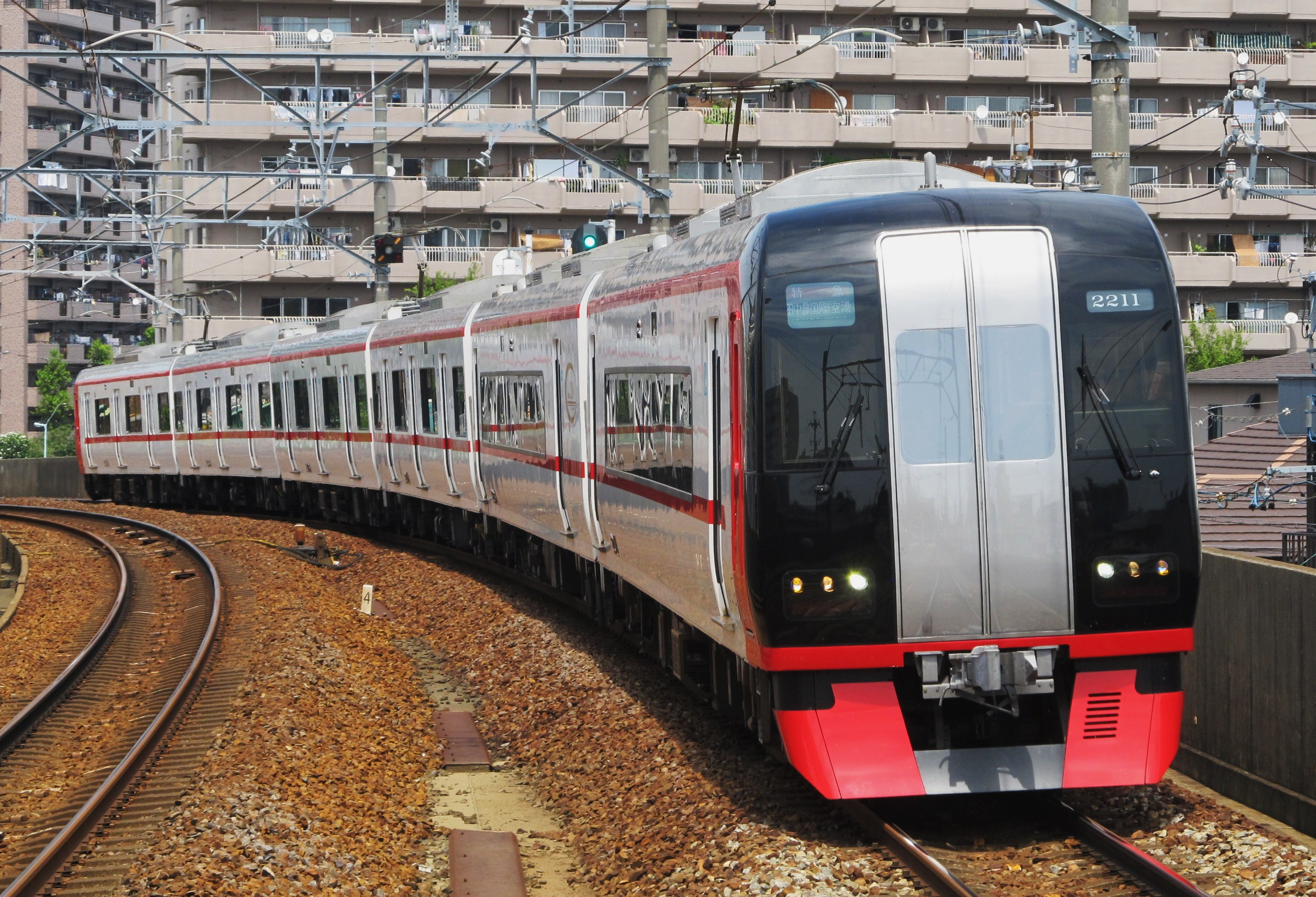
一部特別車特急（2200系）

特急（一部特別車）は名鉄岐阜駅 - 中部国際空港駅間に毎時2本運転されている。使用車両の曲線速度制限が従来通りということもあり、名鉄名古屋駅 - 中部国際空港駅間の標準所要時分は下り35分・上り36分、表定速度は67 km/hにとどまる。
平日朝ラッシュ（8時台まで）は運行されないため、この時間帯は名古屋方面行きはミュースカイが特急停車駅に特別停車、中部国際空港行きは快速急行（実質、全車一般車特急とほぼ同じ）を運行して対応している。2019年9月以降、中部国際空港駅最寄りの愛知県国際展示場 (Aichi Sky Expo) でイベントなどが行われる時は、全車一般車特急を含めて列車の増発と時間帯によっては車両増結を行う措置が取られる。
このほか、新鵜沼駅発着の特急が1往復（休日は上り1本のみ）設定されている。また、上り終電の441列車は全車一般車特急 で、3000・9000番台の4両編成で運転されている。この列車は空港線・常滑線内で他の列車に接続しない。2021年5月改正で神宮前駅での東岡崎行き全車一般車特急への接続が無くなったが、2024年3月改正より再び接続するようになった。かつては金山駅折返しで豊橋方面へも特急を運転していたが、利用者の減少に伴い2008年12月改正で1本を残して全廃、2011年3月改正で残る1本も廃止された。
車両は原則として2200系6両固定編成で運転されるが、ラッシュ時の一部列車は名古屋寄りに3150系・3100系・9100系の2両組成を増結して8両で運転される（ホームが6両分しかない尾張横須賀駅・朝倉駅・新舞子駅下りホームでは後ろ2両の締切を行う）。また、行楽期間や代走に1200系で運転されることがある。
常滑方面への特急は中部国際空港開港前にも存在した（座席指定特急は1993年8月改正で新設。車両は1600系3両または1000系4両を使用）。設定本数は特定時間帯に毎時1本程度とあまり多くはなかったが、常滑競艇開催時は臨時の特急列車を名古屋本線・犬山線方面から走らせることもあった。
なお、この系統は1997年から2001年まではJR高山本線直通特急「北アルプス」の間合い運用として8500系気動車が朝の新岐阜駅 - 常滑駅間の運用に1往復（上りはそのまま「北アルプス」となり高山駅へ行くため金山駅止まり）入っていたことでも知られている。

#### 快速急行
常滑線・空港線内の快速急行停車駅は特急と同一で、実質的に全車一般車特急に相当する列車になっている。現在は下り中部国際空港行きが平日は5本、休日は2本運転、上りは中部国際空港始発が平日・休日とも深夜に1本運転される。使用車両は3000・9000番台の車両が充当される。最高速度は120 km/hに対応しない6000系列に合わせて、110 km/hとなっている（110 km/hでの運転ができない6000系が運用に入ることもあり、この場合は最高速度が100 km/hにとどまるがダイヤに大きな乱れは生じない）。主に6両編成または4両編成で運行される。2024年3月改正では平日に1本、太田川以北に限り8両編成で運行される列車が設定された。
2008年12月改正以前は常滑線の大江駅を通過する以外は急行と同じ停車駅であり、朝に数本設定されていた。また、同改正から2011年3月改正まではそれまでの全車一般車特急を改称する形で深夜に中部国際空港駅発金山行きの列車（2301E列車）が1本設定されていたが、当該列車が名鉄岐阜行きに変更されるとともに再び全車一般車特急での運転となったため、河和線からの直通を除いて上り快速急行の設定はなくなっていた。現在の上り列車（2323E列車）は2024年3月改正で新設されたものである。
平日朝の下り3本（720E列車、774E列車、800E列車）は大江駅に特別停車する。
2019年9月以降、中部国際空港駅最寄りの愛知県国際展示場 (Aichi Sky Expo) でイベントなどが行われる時は、快速急行を含めて列車の増発と時間帯によっては車両増結を行う措置が取られる。

#### 急行・準急

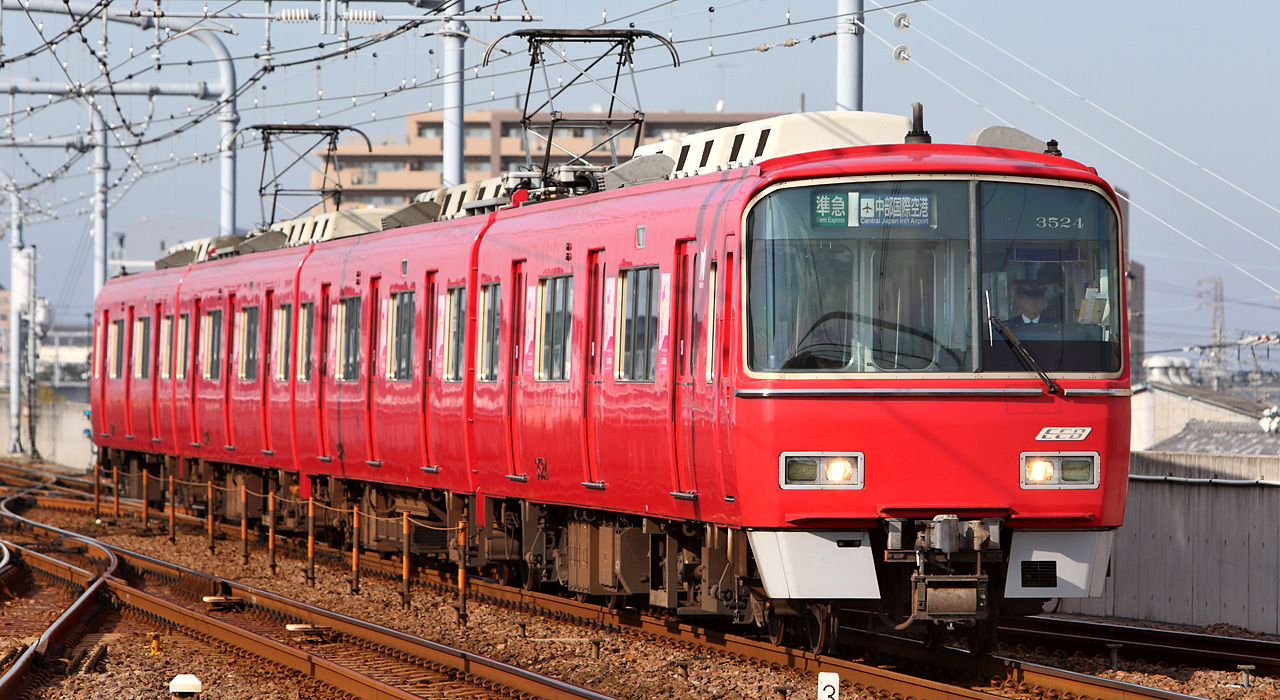
準急（3500系）

神宮前駅 - 常滑駅間に準急（新鵜沼駅 - 中部国際空港駅間）が毎時2本設定されているほか、朝間帯と夜間にはわずかながら急行も存在する。名鉄名古屋駅 - 中部国際空港駅間の所要時間は最速で急行43分、準急46分であるが、昼間帯以降のほとんどの準急は聚楽園駅でミュースカイを待避するため、この場合は上下とも約48分かかっている（2020年5月から2022年11月までは一部のミュースカイが運休していたが所要時間の短縮は行われていなかった）。最高速度は基本的にミュースカイ・特急よりも低く、110 km/hであることが多い。
なお、朝間帯には標準停車駅以外に停まる列車が存在する。具体的には、平日朝の急行のうち704F列車・872F列車が大同町駅、677F列車・731F列車・829F列車が聚楽園駅（当該系統列車のみ掲載）、740F列車が西ノ口駅、732F列車が西ノ口駅・蒲池駅・榎戸駅に特別停車し、準急は590F列車が柴田駅に特別停車する。
原則として6000系列や3000・9000系列といった3ドアの通勤車両で運転されるが、平日早朝に2200系6両編成による中部国際空港発名鉄岐阜行きの急行（太田川駅 - 神宮前駅間は普通）が運転されている。また、2025年5月の運用変更までは、休日の早朝に1200系6両編成を使用した太田川駅始発の準急名鉄名古屋行きが運転されていた。いずれも中部国際空港方の特別車2両は締切扱いとなっている。
2021年5月22日のダイヤ改正以降、最終の下り急行は空港線に乗り入れず、常滑駅が終点になっている。この列車は2023年3月改正から2200系で運行されている（中部国際空港方の特別車2両は締切）。
以前は6両編成の急行も多くみられたが、現在は平日午前中と夕方以降はほぼ6両、昼間はすべて4両で、休日は朝を除きすべて4両で運転されている。そのため名古屋周辺では非常に混雑する。列車がホームに入り切らない場合は締切を行う。2023年3月の改正では空港需要が回復していることを受け、土休日の19時以降に中部国際空港駅を発車する準急が4両から6両に増結された。
犬山線へ直通する現在の準急（急行）は1974年9月の白紙改正で設定された常滑駅 - 御嵩駅間の特急（特別料金不要）を源流とする系統である（当時は各務原線方面へも直通していた）。同系統は1977年3月改正で高速に改められた後、1982年3月改正で急行に降格した（この時に各務原線直通系統を廃止し広見線直通に一本化）。
急行降格後も広見線（御嵩駅）への直通を基本としていたが、1994年3月改正 から2000年3月改正までの間、本線急行と入れ替わる形で一部夕方時間帯のみ名古屋本線西部へ直通していたこともあった。また、1998年4月改正から2005年1月白紙改正までの間は、小駅の利便性向上のため、18時以降の常滑行き急行を全て太田川から普通に種別変更していた。
2005年1月の白紙改正で大江駅が急行標準停車駅に昇格し、2008年12月改正で常滑線系統の急行のほとんどが準急に変更されると、同改正で準急停車駅となった大同町駅・聚楽園駅にも停車するようになった。
このほか、かつては常滑競艇開催時に臨時急行「常滑ボート」号（「とこなめ競艇」号）を運行していた。常滑ボート号は神宮前駅から待避せず約30分で常滑駅まで向かっていた。

#### 普通
太田川駅 - 常滑駅間には普通列車が毎時2本設定されている（平日下りは太田川駅、休日は金山駅始発。上りはほとんど太田川駅止まりであるが、休日の上りは太田川駅到着後、同駅3階の5番線到着の河和線からの普通金山行き出発後に太田川駅始発の普通金山行きとなる）。中部国際空港駅へ直通する一部列車を除いて常滑駅発着となる（始発駅の発車が12時台までの下りが中部国際空港駅着、上りが常滑駅発で、夕方は下りが常滑駅着、上りが中部国際空港駅発である）。ほとんどの常滑または中部国際空港行きの普通は西ノ口駅でミュースカイを待避している。
太田川駅 - 古見駅間では、準急も各駅に停車する上、昼間は金山方面の普通列車と接続するので、事実上普通列車の補完となっている。
太田川駅以南は河和線方面より利用者が少ないために4両・2両の運行となっている。2024年3月改正までは一部で6両の運転もあり、長浦駅・日長駅では後方2両の締切を行っていた。平日早朝には1200系6両編成による太田川発金山行きの普通が設定されている。2023年3月のダイヤ改正からは休日早朝に2200系6両編成による中部国際空港発の須ヶ口行き（神宮前から急行）が運転される（2024年3月改正で太田川始発に変更）。いずれも中部国際空港方の特別車2両は締切扱いとなっている。2008年12月改正以降は昼間時間帯でも2両編成が増えてきている（これは後述の河和線系統でも同様）。神宮前駅 - 太田川駅の普通停車駅（柴田駅を除く）でもホームが6両分しかなく、聚楽園駅では8両編成の待避ができないため、常滑線内で8両編成の普通列車は存在しない。
このほか早朝に2本、西ノ口駅→中部国際空港駅の区間列車が設定されている。このうち西ノ口駅5時11分発は名鉄全線で最も早く発車する列車である。
2005年1月白紙改正以前は現在とほとんど異なる系統で運行されており、常滑行きは平日も金山駅始発、名古屋方面は佐屋行きであった。

### 河和線直通（河和・内海方面）

#### 特急

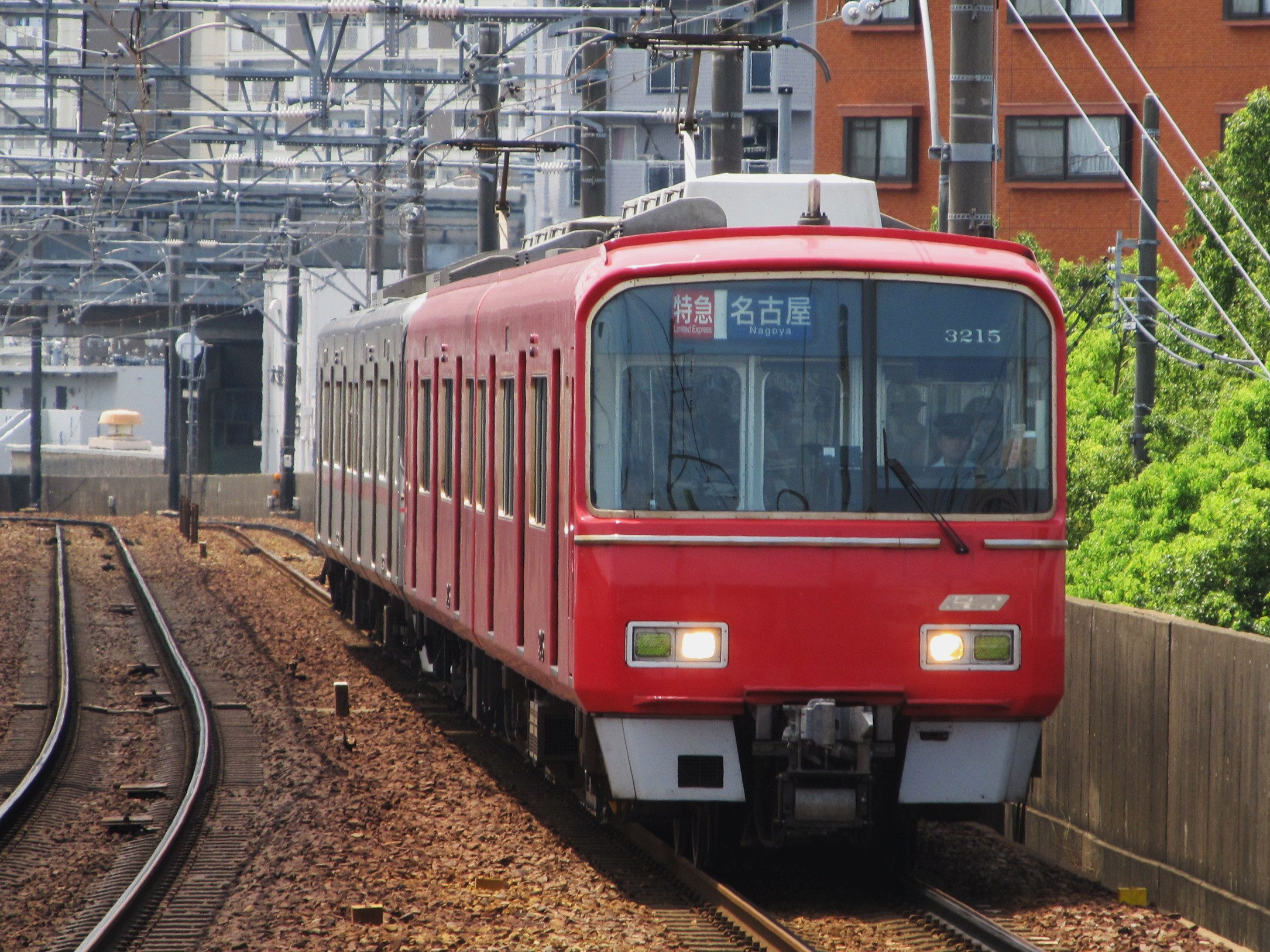
全車一般車特急
（3100系・3150系）

太田川駅から河和線に直通する特急列車は河和駅 - 名鉄名古屋駅間に毎時2本が設定されている。時間帯によっては河和線富貴駅から分岐して知多新線内海駅を始発着とする列車や、名鉄名古屋駅以遠（犬山線、名古屋本線、津島線）に直通する列車もある。平日朝と夕間帯以降および休日の全列車が一部特別車、平日昼間帯の列車は全車一般車である。
一部特別車特急には1200系と2200系の両方が使用されるが、休日の昼間の列車は主に1200系で運用されている。全車一般車特急には当初2扉クロスシート車の5300・5700系が充てられ、4両編成で運用されている（1往復のみ1800系・1850系2連4両編成で運用されていたが、2015年6月20日からは3100系・3150系による運用に置き換えられた）。5300・5700系は120 km/hでの運転には対応しない（最高速度110 km/h）ため、神宮前駅 - 太田川駅間の所要時間は空港線方面の特急より1 - 2分程度長くなっている。2019年3月改正で5300・5700系は6000・6500系による運用に置き換えられた。現在は、3000・9000系列による運用が多く、5000系での運用も存在する。
座席指定特急のルーツとなった系統であり、かつては全ての特急が全車指定席（現・全車特別車）で運転されていた。2007年6月改正で半数（河和線発着系統）が一部特別車に変更され、2008年12月改正で全ての列車が一部特別車化された。同改正で一旦特急が河和駅発着、急行が内海駅発着に振り分けられたのち、2011年3月改正では以前の河和駅・内海駅交互発着に戻されたが、2023年3月改正で再び河和駅発着に変更された。

#### 快速急行・急行・準急

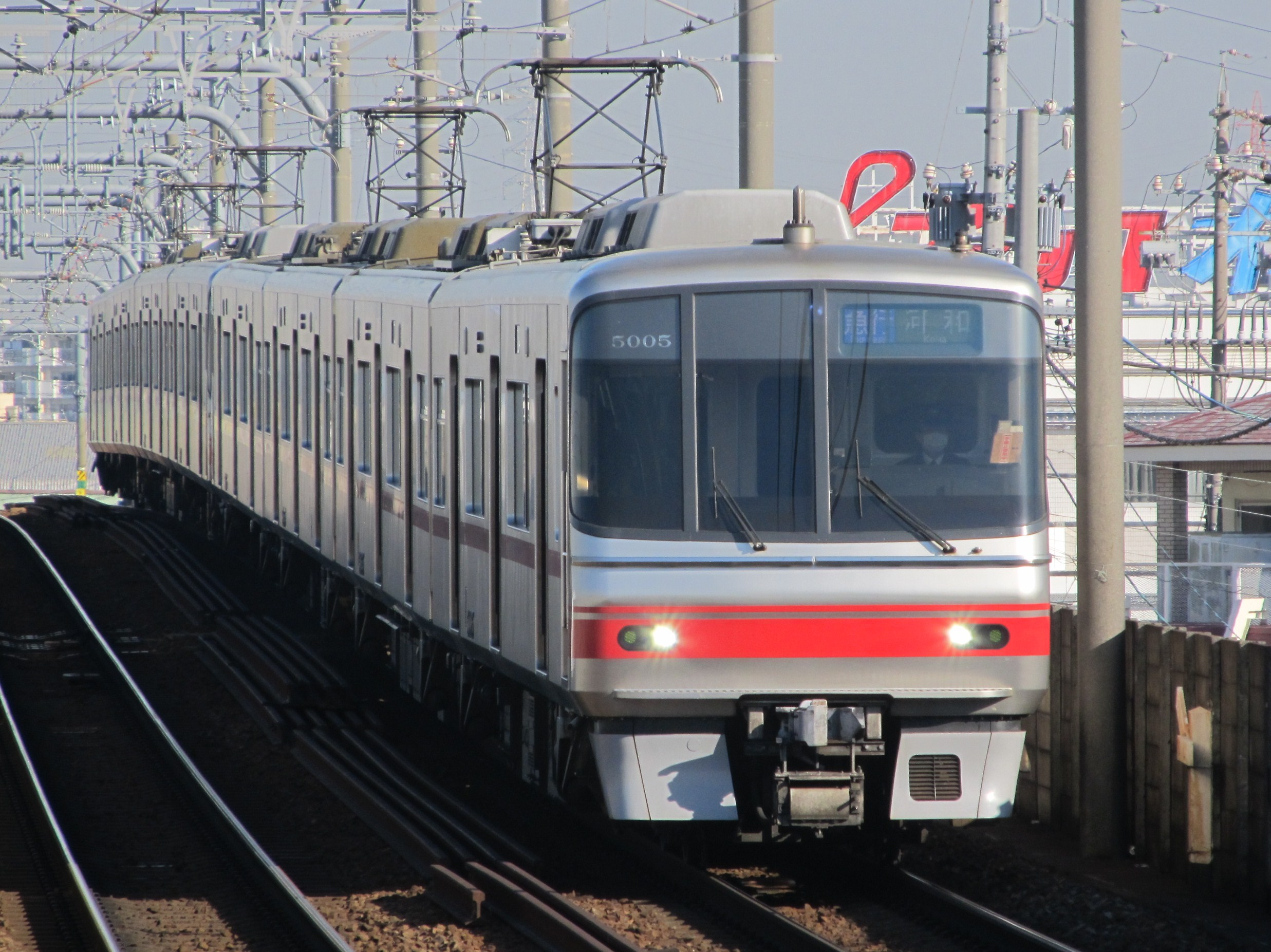
急行（5000系）

急行は河和駅 - 新鵜沼駅間に毎時2本運転されている（特急と同じく早朝深夜のみ知多新線直通が存在）。6両で運転されることが多いが、昼間を中心に4両、朝ラッシュ時は8両での運転も一部見られる（8両になるのは常滑線内のみで河和・知多新線内は6両または4両）。以前はパノラマカーでの運転も多かったが、2008年以降それらは5000系などに置き換えられ、現在では基本的に3ドアの車両で運転されている。また、2023年3月ダイヤ改正からは1800系の重連の運用が開始された。朝には特急車両の1200系による河和行きの列車も存在する。この場合、特別車2両は締切扱いとなっていたが、2021年3月15日より名鉄名古屋駅を平日6時台に出る河和行き1本（676A列車）で特別車の営業を開始している。これらは河和駅に到着後、折り返し特急となる。
平日朝の上り列車には聚楽園駅に特別停車する列車が存在する。河和線からの上り快速急行は全列車が聚楽園駅に停車する。
なお、河和線直通系統の急行は、2005年1月改正まで一部を除いて大江駅には停車しなかった。平日の朝には、太田川駅から河和線内普通になる急行も少し存在する。また、ごくわずかだが快速急行と準急も設定されている（快速急行、準急は平日朝のみ運転。いずれも河和・知多新線内の停車駅は急行と同じ）。

#### 普通

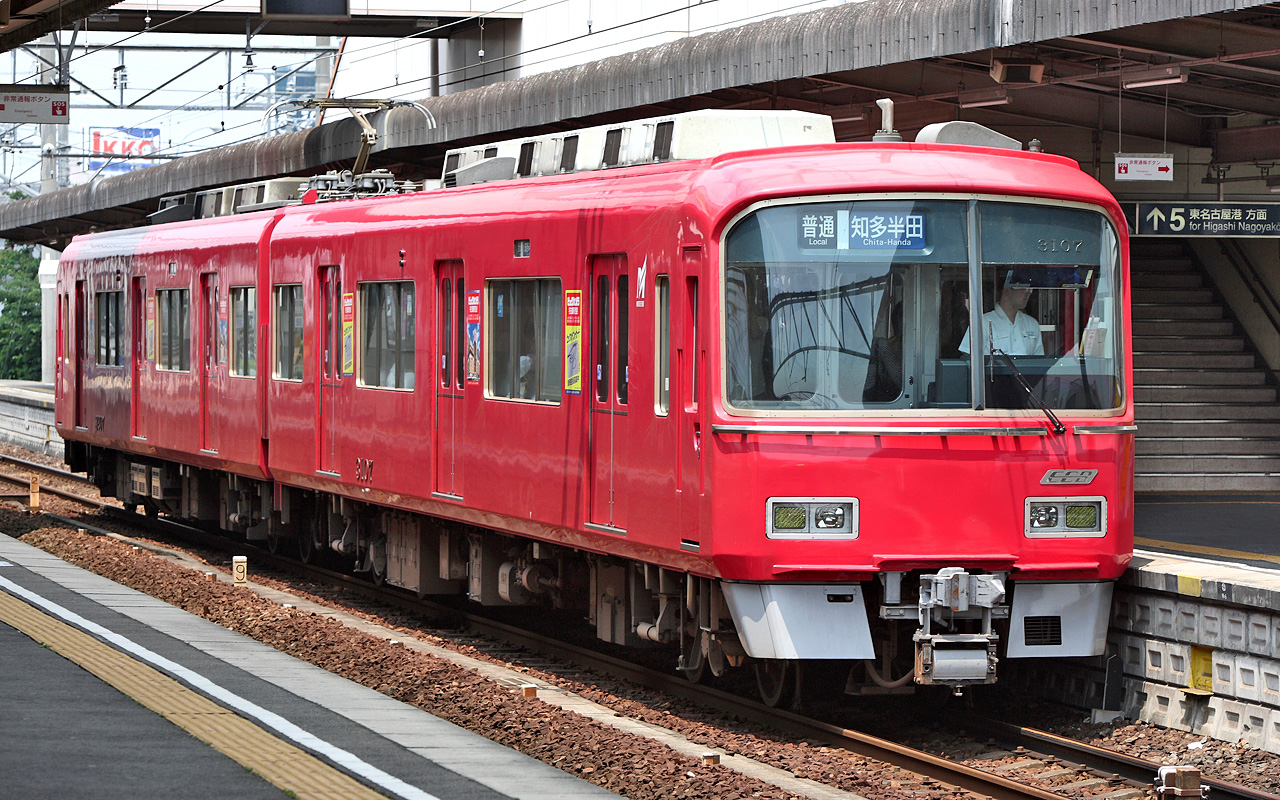
普通（3100系）

昼間時間帯の普通列車は知多半田駅 - 金山駅間に平日ダイヤでは毎時4本、休日の昼間以降は毎時2本運転されている。
日中の普通列車は神宮前駅 - 太田川駅間で複数の優等列車を待避するため、同区間の所要時間は優等列車と比べてかなり長くなっている（優等列車10 - 15分程度に対し普通列車30 - 35分程度）。以下に例示する。
- 金山発知多半田行き（パターン1） - 大江駅で急行と緩急接続・空港特急待避。聚楽園駅で河和線特急待避。太田川駅で1番線に入り2番線に到着する空港準急と相互接続。
- 金山発知多半田行き（パターン2、休日は常滑・中部国際空港行き） - 大江駅で河和線特急待避・準急と緩急接続・ミュースカイ待避。聚楽園駅で急行と空港特急を待避。
- 知多半田発金山行き（パターン1、 - 太田川駅で空港特急[注釈 20]、急行と緩急接続。大江駅でミュースカイ待避、準急と緩急接続、河和線特急待避。
- 知多半田発金山行き（パターン2、休日は太田川発） - 聚楽園駅で河和線特急待避。大江駅で空港特急待避、急行と緩急接続。

2両や4両での運転が多いが、一部6両での運転も見られ、平日の午後の河和行きや内海行きが6両で運転される場合はたいていは折り返し急行新鵜沼行きとなる。この場合は6000系列や3000・9000系列が使用される。下り列車には太田川駅で切り離しを行う列車も存在する。
基本的に1800系や5000系を含めた3ドア車で運転される。平日早朝には1200系6両編成による金山発河和行きの普通（太田川から急行）が設定されている（河和方の特別車2両は締切）。
なお、知多半田発着の列車の半数は2008年改正前は佐屋駅始発、さらに2005年改正以前は新岐阜駅始発で運転されていた（ただし知多半田で列車番号が変わる）。また、2003年改正までは知多半田発普通金山行きの一部は速達化を図るため太田川から急行に変わっていた。その代わりに太田川発金山行きの普通が平日の昼間にも多数走っていた。

### 列車種別・停車駅の変遷
1936年8月改正 （常滑線・知多鉄道）
- 知多鉄道が開業。常滑線への直通運転を開始（1931年4月1日改正）。

1947年4月改正

1969年7月6日改正
- 河和線直通特急を毎時1本設定（1964年9月14日改正）
- 常滑線に特急新設（1965年9月15日改正）
- 急行列車を廃止し、特急・準急・普通の3種別体制とする（1967年8月22日改正）。

1979年7月29日改正
- 急行を復活（1970年12月25日改正）。
- 座席指定でない特急を「高速」とし、特急・高速・急行・準急・普通の5種別体制とする（1977年3月20日改正）。

1985年3月14日改正
- 知多新線全通（1980年6月5日改正）。
- 高速を廃止（1982年3月21日改正）。
- 急行停車駅を大幅に通過する急行を設定し、「快速急行」と呼称する（1983年3月18日改正。1988年7月8日改正より「高速」に改称）。
- 8800系（パノラマDX）を使用した「デラックス特急」を設定（1984年12月15日改正）。

1997年4月5日改正
- 高速を特急に、準急を急行に統合し、デラックス特急・特急・急行・普通の4種別体制とする（1990年10月29日改正）。
- デラックス特急を廃止（1992年11月24日白紙改正）

2005年1月29日白紙改正
- 空港線開業。
- 快速特急、快速急行を設定し、快速特急・特急・快速急行・急行・普通の5種別体制とする。

2008年12月27日改正
- 快速特急を「ミュースカイ」に変更し、河和線・知多新線に快速特急を設定。準急復活。

2024年3月16日改正 （現行ダイヤ）
- 快速特急廃止（2011年3月26日改正）。

## 駅一覧
- 全駅愛知県内に所在。神宮前駅 - 豊田本町駅で名古屋市瑞穂区、大江駅 - 大同町駅で名古屋市港区、柴田駅 - 名和駅で名古屋市緑区をごくわずかに通過するが、駅はない。
- 普通は全駅に停車（表中省略）。
- 途中駅で種別が変わる列車あり。
- 接続路線はすべて名古屋鉄道。

凡例
停車駅 … ●：標準停車駅 △：特別停車駅（上り列車のみ） ▽：特別停車駅（下り列車のみ） ｜：通過
待避 … ｜：待避不可 ◆：上下列車とも接続追越可能 ：上りのみ接続追越可能（下りは通過追越のみ）
| 駅番号                          | 駅名         | 駅間キロ | 営業キロ | 準急 | 急行 | 快速急行 | 特急 | ミュースカイ | 接続路線                          | 待避 | 所在地   | 所在地 |
| ------------------------------- | ------------ | -------- | -------- | ---- | ---- | -------- | ---- | ------------ | --------------------------------- | ---- | -------- | ------ |
| NH 名古屋本線金山方面に直通運転 |              |          |          |      |      |          |      |              |                                   |      |          |        |
| NH33                            | 神宮前駅     | -        | 0.0      | ●    | ●    | ●        | ●    | ●            | NH 名古屋本線                     | ｜   | 名古屋市 | 熱田区 |
| TA01                            | 豊田本町駅   | 1.4      | 1.4      | ｜   | ｜   | ｜       | ｜   | ｜           |                                   | ｜   | 名古屋市 | 南区   |
| TA02                            | 道徳駅       | 1.0      | 2.4      | ｜   | ｜   | ｜       | ｜   | ｜           |                                   | ｜   | 名古屋市 | 南区   |
| TA03                            | 大江駅       | 1.4      | 3.8      | ●    | ●    | ▽        | ｜   | ｜           | CH 築港線                         | ◆    | 名古屋市 | 南区   |
| TA04                            | 大同町駅     | 1.5      | 5.3      | ●    | ▽    | ｜       | ｜   | ｜           |                                   | ｜   | 名古屋市 | 南区   |
| TA05                            | 柴田駅       | 0.8      | 6.1      | ▽    | ｜   | ｜       | ｜   | ｜           |                                   | ｜   | 名古屋市 | 南区   |
| TA06                            | 名和駅       | 1.4      | 7.5      | ｜   | ｜   | ｜       | ｜   | ｜           |                                   | ｜   | 東海市   | 東海市 |
| TA07                            | 聚楽園駅     | 2.2      | 9.7      | ●    | △    | △        | ｜   | ｜           |                                   |      | 東海市   | 東海市 |
| TA08                            | 新日鉄前駅   | 0.9      | 10.6     | ｜   | ｜   | ｜       | ｜   | ｜           |                                   | ｜   | 東海市   | 東海市 |
| TA09                            | 太田川駅     | 1.7      | 12.3     | ●    | ●    | ●        | ●    | △            | KC 河和線（神宮前方面と直通運転） | ◆    | 東海市   | 東海市 |
| TA10                            | 尾張横須賀駅 | 1.4      | 13.7     | ●    | ●    | ●        | ●    | △            |                                   | ｜   | 東海市   | 東海市 |
| TA11                            | 寺本駅       | 1.4      | 15.1     | ●    | ●    | ｜       | ｜   | ｜           |                                   | ｜   | 知多市   | 知多市 |
| TA12                            | 朝倉駅       | 1.3      | 16.4     | ●    | ●    | ●        | ●    | △            |                                   | ｜   | 知多市   | 知多市 |
| TA13                            | 古見駅       | 0.9      | 17.3     | ●    | ●    | ｜       | ｜   | ｜           |                                   | ｜   | 知多市   | 知多市 |
| TA14                            | 長浦駅       | 1.4      | 18.7     | ｜   | ｜   | ｜       | ｜   | ｜           |                                   | ｜   | 知多市   | 知多市 |
| TA15                            | 日長駅       | 2.3      | 21.0     | ｜   | ｜   | ｜       | ｜   | ｜           |                                   | ｜   | 知多市   | 知多市 |
| TA16                            | 新舞子駅     | 1.5      | 22.5     | ●    | ●    | ●        | ●    | △            |                                   | ｜   | 知多市   | 知多市 |
| TA17                            | 大野町駅     | 1.6      | 24.1     | ●    | ●    | ｜       | ｜   | ｜           |                                   | ｜   | 常滑市   | 常滑市 |
| TA18                            | 西ノ口駅     | 1.3      | 25.4     | ｜   | ▽    | ｜       | ｜   | ｜           |                                   | ◆    | 常滑市   | 常滑市 |
| TA19                            | 蒲池駅       | 1.0      | 26.4     | ｜   | ▽    | ｜       | ｜   | ｜           |                                   | ｜   | 常滑市   | 常滑市 |
| TA20                            | 榎戸駅       | 1.1      | 27.5     | ｜   | ▽    | ｜       | ｜   | ｜           |                                   | ｜   | 常滑市   | 常滑市 |
| TA21                            | 多屋駅       | 1.1      | 28.6     | ｜   | ｜   | ｜       | ｜   | ｜           |                                   | ｜   | 常滑市   | 常滑市 |
| TA22                            | 常滑駅       | 0.7      | 29.3     | ●    | ●    | ●        | ●    | △            | TA 空港線（直通運転）             | ◆    | 常滑市   | 常滑市 |

- 2024年3月15日までは、大野町駅方面の各駅（西尾線南桜井駅を除く）と西ノ口駅との間の運賃計算の際は、大野町駅 - 西ノ口駅間の営業キロは1.0キロを用いていた[54]。